# Nunupa (Ort)
Nunupa ist ein osttimoresischer Ort im Suco Maliubu (Verwaltungsamt Bobonaro, Gemeinde Bobonaro). Das Dorf liegt im Zentrum der Aldeia Nunupa, auf einer Meereshöhe von 764 m. Die Durchgangsstraße führt nach Süden zum Ort Poelau und nach Norden in den Nachbarort Raemantete.